# Tunnel de l'amour de Klevan
Pour les articles homonymes, voir Tunnel of Love.
Le tunnel de l'amour est une voie verte situé à Klevan, en Ukraine. Il suit une ancienne ligne de chemin de fer industrielle désaffectée, mais non déferrée, où une végétation dense composée d'arbres et des arbustes entrelacés forme un tunnel à travers la forêt.
Ce chemin, long de quelques kilomètres, est réputé pour être un endroit romantique réservé aux balades amoureuses et il est également devenu prisé des touristes.
L'ancienne ligne de chemin de fer permettait d'alimenter les usines en matières premières[réf. nécessaire] ; le passage lent des wagons a permis ainsi de façonner le paysage en créant une trouée sans intervention de l'homme pour réaliser des travaux de débroussaillage de la voie. 